# Communauté de communes du Pays de Mormal
La communauté de communes du Pays de Mormal (CCPM) est une communauté de communes française, située dans le département du Nord et la région Hauts-de-France, arrondissement d'Avesnes-sur-Helpe.

## Historique
La communauté de communes du Pays de Mormal (CCPM) nait le 31 décembre 2013 à la suite de la mise en œuvre du schéma départemental de coopération intercommunale du  Nord. Elle résulte de la fusion de trois communautés de communes :

- la communauté de communes du Pays de Mormal et Maroilles  (2C2M) ;

- la communauté de communes du Quercitain ;

- la communauté de communes du Bavaisis, ,.
Le 1er janvier 2025, les communes d'Amfroipret et de Bermeries fusionnent pour constituer la commune nouvelle de L'Orée de Mormal.

## Le territoire communautaire

### Géographie
La surface de la communauté de communes du Pays de Mormal est de 466,92 km2. Elle est située au cœur du parc naturel régional de l'Avesnois et comprend notamment la forêt de Mormal.
Elle compte en 2017 plus de 8 000 établissements économiques, relevant des secteurs de l'artisanat, de l'industrie, du commerce et de la construction.
Selon la chambre régionale des comptes des Hauts-de-France, « Le territoire se tourne, au nord vers Valenciennes et Maubeuge ; au sud, plutôt vers Cambrai ou Avesnes-sur-Helpe4 ». 
La communauté de communes du Pays de Mormal s’inscrit dans des paysages et des indicateurs de faible densité , d’emploi et de démographie (vieillissement mais majorité de couples avec enfants) similaires à ceux du reste de l’arrondissement d'Avesnes-sur-Helpe, de l’arrondissement de Cambrai et de celui de Vervins (ou pays de Thiérache) au nord du département de l'Aisne.
Le territoire est confronté à un certain isolement dû à la faiblesse de la desserte routière et ferroviaire. La question de la mobilité et l’équité d’accès des habitants aux équipements et services sont donc des problématiques communes. La majorité des actifs ne travaillent pas dans leur commune de résidence mais dans les agglomérations voisines.
La médiane de revenu disponible (21 440 €)
est supérieure à celle des territoires voisins, au département et à la région mais de fortes disparités existent entre les communes ».

### Composition
En 2025, la communauté de communes est composée des 52 communes suivantes :

| Nom                  | Code Insee | Gentilé         | Superficie (km2) | Population (dernière pop. légale) | Densité (hab./km2) |
| -------------------- | ---------- | --------------- | ---------------- | --------------------------------- | ------------------ |
| Le Quesnoy (siège)   | 59481      | Quercitains     | 14,23            | 4 859 (2022)                      | 341                |
| Audignies            | 59031      | Aldinois        | 3,66             | 364 (2022)                        | 99                 |
| Bavay                | 59053      | Bavaisiens      | 10,12            | 3 240 (2022)                      | 320                |
| Beaudignies          | 59057      | Beaudigniens    | 7,92             | 572 (2022)                        | 72                 |
| Bellignies           | 59065      | Bellignois      | 5,18             | 810 (2022)                        | 156                |
| Bettrechies          | 59077      | Bettriciens     | 3,36             | 254 (2022)                        | 76                 |
| Bousies              | 59099      | Bodiciens       | 9,88             | 1 770 (2022)                      | 179                |
| Bry                  | 59116      | Bryessois       | 2,88             | 400 (2022)                        | 139                |
| Croix-Caluyau        | 59164      | Croix-Caluois   | 4,01             | 237 (2022)                        | 59                 |
| Englefontaine        | 59194      | Englefontainois | 4,62             | 1 290 (2022)                      | 279                |
| Eth                  | 59217      | Ethois          | 2,84             | 334 (2022)                        | 118                |
| Le Favril            | 59223      | Favrilois       | 11,49            | 504 (2022)                        | 44                 |
| La Flamengrie        | 59232      | Français        | 2,03             | 433 (2022)                        | 213                |
| Fontaine-au-Bois     | 59242      | Fontagnards     | 7,68             | 691 (2022)                        | 90                 |
| Forest-en-Cambrésis  | 59246      | Forésiens       | 8,87             | 558 (2022)                        | 63                 |
| Frasnoy              | 59251      | Fresnotains     | 5,84             | 384 (2022)                        | 66                 |
| Ghissignies          | 59259      | Ghissigniens    | 4,52             | 501 (2022)                        | 111                |
| Gommegnies           | 59265      | Gommegnions     | 15,78            | 2 272 (2022)                      | 144                |
| Gussignies           | 59277      | Gussigniens     | 3,46             | 354 (2022)                        | 102                |
| Hargnies             | 59283      | Hargniesiens    | 5,14             | 613 (2022)                        | 119                |
| Hecq                 | 59296      | Hecquois        | 1,36             | 352 (2022)                        | 259                |
| Hon-Hergies          | 59310      | Hon-Hergeois    | 11,02            | 879 (2022)                        | 80                 |
| Houdain-lez-Bavay    | 59315      | Houdinois       | 12,18            | 902 (2022)                        | 74                 |
| Jenlain              | 59323      | Jenlinois       | 5,91             | 1 137 (2022)                      | 192                |
| Jolimetz             | 59325      | Jolimessins     | 3,98             | 860 (2022)                        | 216                |
| Landrecies           | 59331      | Landreciens     | 21,7             | 3 414 (2022)                      | 157                |
| Locquignol           | 59353      | Locquignolais   | 97,55            | 297 (2022)                        | 3                  |
| La Longueville       | 59357      | Longuevillois   | 17,64            | 2 061 (2022)                      | 117                |
| Louvignies-Quesnoy   | 59363      | Louvignois      | 8,43             | 903 (2022)                        | 107                |
| Maresches            | 59381      | Mareschois      | 4,78             | 806 (2022)                        | 169                |
| Maroilles            | 59384      | Maroillais      | 22,13            | 1 445 (2022)                      | 65                 |
| Mecquignies          | 59396      | Macogniens      | 4,78             | 697 (2022)                        | 146                |
| Neuville-en-Avesnois | 59425      | Neuvillois      | 3,17             | 303 (2022)                        | 96                 |
| Obies                | 59441      | Obitains        | 5,43             | 655 (2022)                        | 121                |
| L'Orée de Mormal     | 59006      |                 | 6,83             | 609 (2022)                        | 89                 |
| Orsinval             | 59451      | Orsinvalois     | 3,34             | 560 (2022)                        | 168                |
| Poix-du-Nord         | 59464      | Podéens         | 8,67             | 2 156 (2022)                      | 249                |
| Potelle              | 59468      | Potellois       | 4,04             | 440 (2022)                        | 109                |
| Preux-au-Bois        | 59472      | Preutains       | 3,99             | 839 (2022)                        | 210                |
| Preux-au-Sart        | 59473      | Pérusiens       | 5,09             | 302 (2022)                        | 59                 |
| Raucourt-au-Bois     | 59494      | Raucourtois     | 1,04             | 152 (2022)                        | 146                |
| Robersart            | 59503      | Robersartois    | 2,33             | 208 (2022)                        | 89                 |
| Ruesnes              | 59518      | Ruesnois        | 6,75             | 452 (2022)                        | 67                 |
| Saint-Waast          | 59548      | Vedastiens      | 5,91             | 672 (2022)                        | 114                |
| Salesches            | 59549      | Saleschois      | 4,58             | 328 (2022)                        | 72                 |
| Sepmeries            | 59565      | Sepmeriens      | 5,99             | 645 (2022)                        | 108                |
| Taisnières-sur-Hon   | 59584      | Taisniérois     | 16,22            | 960 (2022)                        | 59                 |
| Vendegies-au-Bois    | 59607      | Vendegeois      | 9,98             | 479 (2022)                        | 48                 |
| Villereau            | 59619      | Villereautins   | 5,52             | 1 062 (2022)                      | 192                |
| Villers-Pol          | 59626      | Villers-Polois  | 12,17            | 1 230 (2022)                      | 101                |
| Wargnies-le-Grand    | 59639      | Wargnisiens     | 5,68             | 1 113 (2022)                      | 196                |
| Wargnies-le-Petit    | 59640      | Wargnions       | 5,22             | 774 (2022)                        | 148                |

### Démographie
| 1968   | 1975   | 1982   | 1990   | 1999   | 2010   | 2015   | 2021   |
| ------ | ------ | ------ | ------ | ------ | ------ | ------ | ------ |
| 45 595 | 44 748 | 45 113 | 46 255 | 46 361 | 48 160 | 48 465 | 48 266 |

## Administration

### Siège
Le siège de l'intercommunalité est au Quesnoy, 18 rue Chevray

### Élus
La communauté de communes est administrée par un conseil communautaire constitué, pour le mandat 2020-2026, de 69 élus issus des conseils municipaux des 52 communes membres et répartis de la manière suivante, en fonction de leur population et sur la base d'un accord local  : 

- 6 délégués pour Le Quesnoy ; 

- 4 délégués pour Landrecies et Bavay ; 

- 3 délégués pour Gommegnies ; 

- 2 délégués pour L'Orée de Mormal, Poix-du-Nord, La Longueville et Bousies ;

- 1 délégué ou son suppléant pour les 44 autres communes.
À la suite des élections municipales de 2020 dans le Nord, le conseil communautaire a réélu en juillet 2020 son président, Guislain Cambier, conseiller régional, maire de Potelle. Celui-ci, élu sénateur et contraint par la législation limitant le cumul des mandats en France, a démissionné et le conseil communautaire d'octobre 2023 a élu son successeur, Jean-Pierre Mazingue, maire de Poix du Nord, ainsi que ses 9 vice-présidents, qui sont :
1. André Fréhaut, maire de Villereau ;
2. Danièle Druesnes, maire de Bellignies ;
3. Denis Lefèbvre, maire-adjoint de Ghissignies ;
4. Marie-Sophie Lesnes, maire du  Quesnoy ;
5. François Erlem, maire de Landrecies ;
6. Anthony Vienne, premier maire-adjoint de Jolimetz ;
7. Yohan Lecerf, maire de La Flamengrie ;
8. Benoît Guiost, maire de Gommegnies ;
9. Philippe Eustache, maire de L'Orée de Mormal.

### Liste des présidents
| Période      | Période                      | Identité             | Étiquette | Qualité |
| ------------ | ---------------------------- | -------------------- | --------- | --- |
| janvier 2014 | octobre 2023                 | Guislain Cambier,    | UDI-MRSL  | Maire de Potelle (2008 → ) Conseiller régional des Hauts-de-France (2015 → ) Président du syndicat mixte du Parc naturel régional de l'Avesnois (2016 → ) Sénateur du Nord (2023 → ) Démissionnaire à la suite de son élection comme sénateur |
| octobre 2023 | En cours (au 7 février 2024) | Jean-Pierre Mazingue | DVD       | Cadre supérieur Maire de Poix-du-Nord (2014 → ) |

### Compétences
L'intercommunalité exerce les compétences qui lui ont été transférées par les communes membres, dans les conditions déterminées par le code général des collectivités territoriales. Celles-ci se répartissent entre compétences obligatoires, que toute communauté de communes doit exercer, compétences optionnelles, choisie par les communes dans une liste imposée, et celles, dites facultatives, que les communes décident librement de transférer. Il s'agit, en 2014, de :
Compétences obligatoires
Aménagement de l’espace
- Mise en place d’un Schéma de cohérence territoriale  (SCOT) ;
- Élaboration d’un plan de développement du territoire ;

Actions de développement économique
- Recherche, création et développement de zones d’activités industrielles, commerciales, artisanales et touristiques, futures à créer[17].

Compétences optionnelles
- Protection et mise en valeur de l’environnement :
  - Contrats de rivière (SAGE Escaut), collecte et traitement des déchets et encombrants[17].

Compétences facultatives
- Électrification Rurale : tranche A, B et S :
- Affaires scolaires :  Transports des élèves à la piscine, sensibilisation à l’environnement, location manuels scolaires lycée de Bavay, cross scolaire) ;
- Accueil et Promotion touristique ;
- Politique sociale et médico-sociale : Gestion d’un service pour adultes handicapés, maintien à domicile des personnes âgées, Transports des repas sur demande des communes ;
- Mise en œuvre d’un centre d’accueil et de loisirs ;
- Suivi social des bénéficiaires du RSA ;
- Activités culturelles d’intérêt communautaire ;
- ADSL : résorption des zones d’ombre[17].

### Régime fiscal et budget
La communauté de communes est un établissement public de coopération intercommunale à fiscalité propre.
Afin de financer l'exercice de ses compétences, l'intercommunalité perçoit la fiscalité professionnelle unique (FPU) – qui a succédé à la taxe professionnelle unique (TPU) – et assure une péréquation de ressources entre les communes résidentielles et celles dotées de zones d'activité.
Elle perçoit également une bonification de la dotation globale de fonctionnement (DGF).
Elle ne reverse pas de dotation de solidarité communautaire (DSC) à ses communes membres.

### Effectifs
Afin de mettre en œuvre ses compétences, l'intercommunalité emploie, au 31 décembre 2022, 85 agents, dont 58 ayant le statut de fonctionnaires, 18 contractuels sur un  emploi permanent et 9 contractuels sur un emploi non permanent. Leur moyenne d'âge est de 44 ans.

## Projets et réalisations
Conformément aux dispositions légales, une communauté de communes a pour objet d'associer des « communes au sein d'un espace de solidarité, en vue de l'élaboration d'un projet commun de développement et d'aménagement de l'espace ».

### Réalisations
La communauté de communes du Pays de Mormal a été labellisée  en 2016 une communauté amie des aînés.